# Ситников, Николай Григорьевич
Николай Григорьевич Ситников (5 августа 1903, Калиновское, Ставропольский край — 4 января 1971, Калиновское, Ставропольский край) — командир стрелкового отделения 311-го гвардейского стрелкового полка (108-я гвардейская стрелковая дивизия, 27-я армия, 3-й Украинский фронт) гвардии младший сержант.

## Биография
Родился в 1903 году в селе Калиновское Александровского района Ставропольского края.
В январе 1943 года был призван в Красную Армию.
4-5 декабря 1944 года под сильным огнём противника первым со своим отделением переправился на правый берег реки Дунай в районе населенного пункта Эрчи 12 км южнее города Эрд, Венгрия и ворвался во вражеские траншеи. 17 декабря 1944 года награждён орденом Славы 3-й степени.
30 января 1945 года в уличных боях за г. Будапешт Венгрия первым ворвался в занятый противником дом. Бойцы принудили к сдаче в плен находившихся там пехотинцев. 27 марта 1945 года награждён орденом Славы 2-й степени.
29 марта 1945 года в бою за город Кестель ныне Кестхей, Венгрия с бойцами проникли в расположение противника, уничтожили 2 огневые точки и свыше 20 пехотинцев.
Указом Президиума Верховного Совета СССР от 15 мая 1946 года за мужество, отвагу и бесстрашие на заключительном этапе войны, гвардии младший сержант Ситников Николай Григорьевич награждён орденом Славы 1-й степени. Стал полным кавалером ордена Славы.
В 1945 году демобилизован. Вернулся в родное село. Скончался 4 января 1971 года.